# MTV Movie Awards 1999
De MTV Movie Awards van 1999 werden in de Walt Disney Studios te Burbank, Californië gehouden. Het evenement werd gepresenteerd door Lisa Kudrow.

## Best Movie (beste film)
Winnaar:
There's Something About Mary
Genomineerd:
Armageddon
Saving Private Ryan
Shakespeare in Love
The Truman Show

## Best Male Performance (beste mannelijke acteerprestatie)
Winnaar:
Jim Carrey, The Truman Show
Genomineerd:
Ben Affleck, Armageddon
Tom Hanks, Saving Private Ryan
Adam Sandler, The Waterboy
Will Smith, Enemy of the State
Jim Carrey kwam op de ceremonie gekleed in hippie kleding, sterk lijkend op wijlen Doors-zanger Jim Morrison.

## Best Female Performance (beste vrouwelijke acteerprestatie)
Winnaar:
Cameron Diaz, There's Something About Mary
Genomineerd:
Jennifer Love Hewitt, Can't Hardly Wait
Jennifer Lopez, Out of Sight
Gwyneth Paltrow, Shakespeare in Love
Liv Tyler, Armageddon

## Best male breaktrough performance (beste mannelijke doorbraak)
Winnaar:
James Van Der Beek, Varsity Blues
Genomineerd:
Ray Allen, He Got Game
Joseph Fiennes, Shakespeare in Love
Josh Hartnett, Halloween H20: 20 Years Later
Chris Rock, Lethal Weapon 4

## Best female breaktrough performance (beste vrouwelijke doorbraak)
Winnaar:
Katie Holmes, Disturbing Behavior
Genomineerd:
Cate Blanchett, Elizabeth
Brandy, I Still Know What You Did Last Summer
Rachael Leigh Cook, She's All That
Catherine Zeta-Jones, The Mask of Zorro

## Best On-Screen Duo (beste duo op het scherm)
Winnaar:
Jackie Chan en Chris Tucker, Rush Hour
Genomineerd:
Ben Affleck en Liv Tyler, Armageddon
Nicolas Cage en Meg Ryan, City of Angels
Freddie Prinze jr. en Rachael Leigh Cook, She's All That
Ben Stiller en Cameron Diaz, There's Something About Mary

## Best Villain (beste schurk)
Winnaar:
Matt Dillon, There's Something About Mary (Dillon wilde de prijs niet krijgen dus ging hij naar Stephen Dorff, Blade
Genomineerd:
Chucky (voice by Brad Dourif), Bride of Chucky
Jet Li, Lethal Weapon 4
Rose McGowan, Jawbreaker
Omdat Matt Dillon de prijs niet accepteerde ging de prijs naar Stephen Dorff, maar aan het eind van de speech werd er gezegd ("Chucky, better luck next time"), de camera sloeg toen gelijk af van winnaar Dorff en begon Brad Dourif te filmen.

## Best Comedic Performance (beste komisch optreden)
Winnaar:
Adam Sandler, The Waterboy
genomineerd:
Cameron Diaz - There's Something About Mary
Chris Rock, Lethal Weapon 4
Ben Stiller, There's Something About Mary
Chris Tucker, Rush Hour

## Best Song From a Movie (beste liedje uit een film)
Winnaar:
"I Don't Want to Miss a Thing" - Aerosmith, Armageddon
Genomineerd:
"Are You That Somebody?" - Aaliyah, Dr. Dolittle
"Iris" - Goo Goo Dolls, City of Angels
"Nice Guys Finish Last" - Green Day, Varsity Blues
"Can I Get A..." - Jay-Z, Rush Hour

## Best Kiss (beste zoen)
Winnaar:
Gwyneth Paltrow en Joseph Fiennes, Shakespeare in Love
Genomineerd:
George Clooney en Jennifer Lopez, Out of Sight
Matt Dillon, Denise Richards en Neve Campbell, Wild Things
Jeremy Irons en Dominique Swain, Lolita
Ben Stiller en Cameron Diaz, There's Something About Mary

## Best Action Sequence (beste actiescène)
Winnaar:
Asteroid destroys New York City, Armageddon
Genomineerd:
Gibson/Glover car chase on freeway and through building, Lethal Weapon 4
car chase in France with De Niro pursuing McElhone, Ronin
Landing on Normandy beach, Saving Private Ryan

## Best Fight sequence (beste vechtscène)
Winnaar:
Ben Stiller en Puffy the Dog, There's Something About Mary
Genomineerd:
Wesley Snipes en de vampieren Blade
Antonio Banderas en Catherine Zeta-Jones, The Mask of Zorro
Jackie Chan, Chris Tucker en de Chinese bende Rush Hour

## Beste nieuwe filmmaker
Guy Ritchie, regisseur van Lock, Stock and Two Smoking Barrels
1992 · 1993 · 1994 · 1995 · 1996 · 1997 · 1998 · 1999 · 2000 · 2001 · 2002 · 2003 · 2004 · 2005 · 2006 · 2007 · 2008 · 2009 · 2010 · 2011